# تپه سرآب ۱
تپه سرآب ۱ مربوط به دوره نوسنگی - مس و سنگ است و در شهرستان کرمانشاه، بخش مرکزی، دهستان دورود فرامان، ۹۰۰ متری شرق و شمال شرق روستای سیاه‌بید سفلی واقع شده و این اثر در تاریخ ۱۸ اسفند ۱۳۸۷ با شمارهٔ ثبت ۲۴۸۳۵ به‌عنوان یکی از آثار ملی ایران به ثبت رسیده است.
تپهٔ سرآب از سکونت‌گاه‌های نوسنگی پیش‌ از سفال منطقه بوده‌است که به‌سبب نبود خانه و ابزار کشاورزی و کشف مقادیر زیادی استخوان گوسفند و بز، احتمال داده‌شده که کمپ فصلی عشایر رمه‌گردان بوده‌باشد.
در کاوش‌ها در سرآب نشانه‌های از دیوارهای خشتی و سفال نیز پیدا شده‌است و به‌نظر می‌رسد بعدها سکونت‌گاهی دائمی هم در سرآب بوده‌است.

## پیشینۀ کاوش
در سال ۱۹۶۰ یک هیأت باستان‌شناسی به سرپرستی رابرت برایدوود از مؤسسۀ خاورشناسی دانشگاه شیکاگو آمریکا که قبلاً کاوش‌هایی را در کردستان عراق انجام داده‌بود، به دعوت عزت‌الله نگهبان به کردستان ایران آمد و حدود ۵۰۰ متر مربع از تپه سرآب کرمانشاه را مورد شناسایی و کاوش قرار داد. برایدوود طی ۹ ماه در دشت‌های ماهیدشت، کرمانشاه و اسلام‌آبادغرب به انجام بررسی‌های باستان‌شناسی پرداخت و ۱۷۰ محوطۀ باستان‌شناسی را شناسایی کرد.
در مرحلۀ بعد، در سال ۱۹۷۸ تیمی از باستان‌شناسان موزۀ سلطنتی کانادا به کاوش در محوطۀ تپه سرآب پرداختند. اگرچه از نتایج کار این دو تیم آمریکایی و کانادایی اطلاعاتی به چاپ نرسیده‌است، اما آن‌ها توانستند به آثاری همچون پیکرک‌های گلی به ویژه پیکرک الهۀ زن (ونوس) و یا پیکرک برخی حیوانات مانند گراز دست پیدا کنند.

## تعیین حریم
محوطۀ تپه سرآب تا مدت‌ها تعیین عرصه و حریم نشده‌‌بود و همین مسئله باعث آسیب دیدن بخش‌هایی از آن شده‌است. در سال ۱۴۰۱ بودجه‌ای برای تعیین عرصه و حریم محوطه تعیین شد و نهایتاً ۱۶ گمانه در اطراف آن ایجاد شد.

## آسیب‌ها

### آسیب به نهر تپه سرآب
محوطۀ تپه سرآب امروزه در میان زمین های کشاورزی قرار گرفته‌است. در ۵۰۰ متری غرب این محوطه ایستگاه راه آهن کرمانشاه قرار گرفته ‌است. از سال ۱۳۸۸ عبور ریل قطار باعث خاکبرداری‌های گسترده‌ای در جنوب روستای ده‌پهن و بخش‌هایی از غرب این محوطه باستانی شده‌است. خاک‌های جمع‌آوری شده بعد از پایان پروژۀ راه آهن، در کنار محوطۀ تپه سرآب تلنبار شده‌است.
در تصاویر ماهواره‌ای که در اواخر دهۀ ۱۹۷۰ از تپه سرآب برداشته شده، آثار نهری دیده می‌شود. این نهر اهمیت بسیار بالایی در رابطه با مطالعۀ تپه سرآب دارد، چراکه درواقع به‌واسطۀ این نهر بوده که محوطۀ تپه سرآب با قدمت ۹ هزار سال به محل سکونت تبدیل شده و پیشینیان در کنار این نهر و چشمۀ آب شیرین آن استقرار پیدا کرده‌اند.  با این وجود این نهر پس از ۲ دهه به دلیل حفر چاه‌های عمیق کاملاً خشک شده و بستر آن نیز توسط کشاورزان با انتقال خاک‌های تلنبارشدۀ‌ پروژۀ راه آهن پر شده و محو گشته‌است. همچنین پروژۀ ریل قطار نیز بخش‌هایی از نهر را از بین برده‌است.

### عبور راه آهن
بخش‌هایی از غرب محوطۀ تپه سرآب به دلیل اجرای پروژه راه آهن تخریب شده‌است.

### تلنبار شدن نخاله‌های ساختمانی
گسترش روستای ده‌پهن سبب افزایش ساختمان‌سازی شده و نخاله‌های ساختمانی این روستا نه تنها در مجاور تپۀ سرآب، بلکه بر روی آن تلنبار می‌شود که ارتفاع آن گاهی تا پنج متر هم می‌رسد.